# 836 (szám)
A 836 (római számmal: DCCCXXXVI) egy természetes szám.

## A szám a matematikában
A tízes számrendszerbeli 836-os a kettes számrendszerben 1101000100, a nyolcas számrendszerben 1504, a tizenhatos számrendszerben 344 alakban írható fel.
A 836 páros szám, összetett szám, amely kanonikus alakban a 22 · 111 · 191 szorzattal, normálalakban a 8,36 · 102 szorzattal írható fel. Tizenkét osztója van a természetes számok halmazán, ezek növekvő sorrendben: 1, 2, 4, 11, 19, 22, 38, 44, 76, 209, 418 és 836.
Tizenhétszögszám.
Furcsa szám; primitív furcsa szám.
Érinthetetlen szám: nem áll elő pozitív egész számok valódiosztóösszeg-függvényeként.
A 836 négyzete 698 896, köbe 584 277 056, négyzetgyöke 28,91366, köbgyöke 9,42039, reciproka 0,0011962.